# Наунхайм
Наунхайм (нем. Naunheim) — община в Германии, в земле Рейнланд-Пфальц. 
Входит в состав района Майен-Кобленц. Подчиняется управлению Майфельд.  Население составляет 435 человек (на 31 декабря 2010 года). Занимает площадь 6,12 км².